# Provincia de Portuguesa
La provincia de Portuguesa fue una de las antiguas provincias de Venezuela, cuando este país aún poseía un régimen centralista. La provincia fue creada el 10 de abril de 1851 al ser separado de la de Barinas, con un territorio similar al que hoy abarca el actual estado Portuguesa.

## División territorial
En 1851 la provincia de Portuguesa estaba dividida en los cantones de Araure, Guanarito, Ospino y Guanare.